# Besessen von Dschinn
Besessen von Dschinn (Originaltitel: Possessed by Djinn) ist ein Dokumentarfilm von Dalia Al-Kury aus dem Jahr 2015. Der Film ist eine Produktion von Lichtblick Film in Koproduktion mit Kaynoona Films und ZDF/arte. Das Projekt wurde gefördert durch den SANAD Fund des Abu Dhabi Film Festivals und wurde außerdem von der Film- und Medienstiftung NRW und der Robert-Bosch-Stiftung unterstützt. Besessen feierte unter dem Titel Possessed by Djinn am 28. April 2015 auf dem Hot Docs Canadian International Documentary Festival in Toronto seine Weltpremiere und beim Leipziger Festival für Dokumentar- und Animationsfilm seine europäische und die Deutschlandpremiere.
Der Film lief auch auf der Biennale Venedig.

## Inhalt
Der Glaube an Dämonen oder die Dschinn, ist in der islamischen Kultur weit verbreitet jedoch wenig untersucht. In einer subjektiven Spurensuche folgt der Film der wahren Geschichte von Aya, einem vierjährigen jordanischen Mädchen, das von ihrem Vater getötet wurde, weil er sie für von einem Dschinn besessen hielt. Nachforschungen führen die Regisseurin Dalia Al-Kury in eine obskure Parallelwelt der Traditionen und Riten. Verstörende und zugleich faszinierende Begegnungen mit Dschinn-Exorzisten und Besessenen enthüllen die Widersprüchlichkeiten ihrer Gesellschaft und zwingen die Regisseurin sich letztendlich auch ihren eigenen Ängsten und Dämonen zu stellen.

## Auszeichnungen
- 2014: Filmförderpreis der Robert-Bosch-Stiftung in der Kategorie Dokumentarfilm[5]

## Rezeption
- Kaleem Aftab von der Tageszeitung The National aus Abu Dhabi (Vereinigte Arabische Emirate) schreibt, dass der Film Al Kury als eine der ausgezeichnetsten Dokumentarfilmerinnen des Nahen Ostens ausweise. („The film marks Al Kury out as one of the finest documentary filmmakers in the Middle East.“)[6]